# ドゥグラス・リマ
ドゥグラス・リマ（Douglas Lima、1988年1月5日 - ）は、ブラジルの男性総合格闘家。ゴイアス州ゴイアニア出身。アメリカ合衆国ジョージア州アトランタ在住。アメリカン・トップチーム＝チーム・リマ所属。元Bellator世界ウェルター級王者。Bellatorウェルター級ワールドグランプリ優勝。ダグラス・リマとも表記される。

## 来歴
ムエタイとブラジリアン柔術を学び、2006年にプロ総合格闘技デビュー。
2007年2月9日、ISCF東海岸ウェルター級王座決定戦でマット・ブラウンと対戦し、パンチ連打で2RTKO負け。王座獲得に失敗した。

### Bellator
2011年9月10日、Bellator初参戦となったBellator 49のウェルター級トーナメント1回戦でスティーブ・カールと対戦し、3-0の判定勝ち。10月8日、Bellator 53の準決勝でクリス・ロザーノと対戦し、右ストレートで2RKO勝ち。11月12日、Bellator 57の決勝でベン・ソーンダースと対戦し、右ストレートでダウンを奪いパウンドで2RKO勝ち。トーナメント優勝を果たした。
2012年4月6日、Bellator 64の世界ウェルター級タイトルマッチで王者ベン・アスクレンに挑戦し、グラウンドで圧倒されて0-3の5R判定負け。王座獲得に失敗した。
2013年1月24日、Bellator 86のウェルター級トーナメント1回戦でミハイル・サレフと対戦し、ローキックで2RTKO勝ち。2月21日、Bellator 90の準決勝でブライアン・ベイカーと対戦し、右ストレートで1RKO勝ち。9月20日、Bellator 100の決勝でベン・ソーンダースと再戦し、右ハイキックで2RKO勝ち。2度目の優勝を果たした。

#### Bellator世界王座獲得
2014年4月18日、Bellator 117の世界ウェルター級王座決定戦でリック・ホーンと対戦し、右ローキックによるコーナーストップで2RTKO勝ち。王座獲得に成功した。

#### 世界王座陥落
2015年7月17日、Bellator 140の世界ウェルター級タイトルマッチで挑戦者アンドレイ・コレシュコフと対戦し、0-3の5R判定負け。王座から陥落した。

#### Bellator世界王座再獲得
2016年11月10日、Bellator 164の世界ウェルター級タイトルマッチでアンドレイ・コレシュコフと再戦し、左フックでダウンを奪いパウンドで3RKO勝ち。王座獲得に成功し、リベンジを果たした。
2017年6月24日、Bellator NYCの世界ウェルター級タイトルマッチでロレンズ・ラーキンと対戦し、3-0の5R判定勝ち。王座の初防衛に成功した。

#### 世界王座陥落
2018年1月20日、Bellator 192の世界ウェルター級タイトルマッチで挑戦者ローリー・マクドナルドと対戦。右ローキックでマクドナルドの左脚を腫れ上がらせたものの、0-3の5R判定負け。王座から陥落した。
2018年9月29日、Bellator 206のウェルター級ワールドグランプリ準々決勝でアンドレイ・コレシュコフとラバーマッチを行い、リアネイキドチョークで5R一本勝ち。準決勝へ進出した。
2019年6月14日、Bellator 222のウェルター級ワールドグランプリ準決勝でマイケル・ペイジと対戦。1Rに右ローキックで足を払い、起き上がろうとしたペイジに右アッパーで追撃して失神KO勝ち。決勝進出を果たし、ペイジにキャリア初黒星を付けた。

#### 3度目のBellator世界王座獲得・ウェルター級ワールドグランプリ優勝
2019年10月26日、Bellator 232のウェルター級ワールドグランプリ決勝として行われたBellator世界ウェルター級タイトルマッチで王者ローリー・マクドナルドと再戦し、3-0の5R判定勝ち。王座獲得に成功し、グランプリ優勝を果たした。
2020年を10月29日、Bellator 250のBellator世界ミドル級王座決定戦で元Bellator世界ミドル級王者ゲガール・ムサシと対戦し、0-3の5R判定負け。ミドル級王座獲得に失敗した。

#### 世界王座陥落
2021年6月11日、Bellator 260のBellator世界ウェルター級タイトルマッチでウェルター級ランキング1位の挑戦者ヤロスラフ・アモソフと対戦し、0-3の5R判定負け。王座から陥落した。
2021年10月1日、Bellator 267でウェルター級ランキング2位のマイケル・ペイジと再戦し、1-2の判定負け。リベンジを許した。
2022年7月22日、Bellator 283でライト級ランキング4位のジェイソン・ジャクソンと対戦し、0-3の5R判定負け。4連敗となった。

## 戦績

### プロ総合格闘技
| 総合格闘技 戦績 | 総合格闘技 戦績 | 総合格闘技 戦績 | 総合格闘技 戦績 | 総合格闘技 戦績 | 総合格闘技 戦績 | 総合格闘技 戦績 |
| --------------- | --------------- | --------------- | --------------- | --------------- | --------------- | --------------- |
| 45 試合         | (T)KO           | 一本            | 判定            | その他          | 引き分け        | 無効試合        |
| 33 勝           | 16              | 10              | 7               | 0               | 0               | 0               |
| 12 敗           | 1               | 1               | 10              | 0               | 0               | 0               |

| 勝敗 | 対戦相手                       | 試合結果                            | 大会名 | 開催年月日     |
| ×    | アーロン・ジェフリー           | 5分3R終了 判定0-3                   | Bellator Champions Series 4: Nurmagomedov vs. Shabliy                                                            | 2024年9月7日   |
| ○    | コステロ・ファン・ステーニス   | 5分3R終了 判定3-0                   | Bellator 296: Mousasi vs. Edwards                                                                                | 2023年5月12日  |
| ×    | ジェイソン・ジャクソン         | 5分5R終了 判定0-3                   | Bellator 283: Lima vs. Jackson                                                                                   | 2022年7月22日  |
| ×    | マイケル・ペイジ               | 5分3R終了 判定1-2                   | Bellator 267: Lima vs. Page 2                                                                                    | 2021年10月1日  |
| ×    | ヤロスラフ・アモソフ           | 5分5R終了 判定0-3                   | Bellator 260: Lima vs. Amosov 【Bellator世界ウェルター級タイトルマッチ】                                         | 2021年6月11日  |
| ×    | ゲガール・ムサシ               | 5分5R終了 判定0-3                   | Bellator 250: Mousasi vs. Lima 【Bellator世界ミドル級王座決定戦】                                                | 2020年10月29日 |
| ○    | ローリー・マクドナルド         | 5分5R終了 判定3-0                   | Bellator 232: MacDonald vs. Lima 2 【ウェルター級ワールドグランプリ決勝/Bellator世界ウェルター級タイトルマッチ】 | 2019年10月26日 |
| ○    | マイケル・ペイジ               | 2R 0:35 KO（右アッパー→パウンド）   | Bellator 221: Chandler vs. Pitbull 【ウェルター級ワールドグランプリ準決勝】                                      | 2019年5月11日  |
| ○    | アンドレイ・コレシュコフ       | 5R 3:04 リアネイキドチョーク        | Bellator 206: Mousasi vs. MacDonald 【ウェルター級ワールドグランプリ準々決勝】                                   | 2018年9月29日  |
| ×    | ローリー・マクドナルド         | 5分5R終了 判定0-3                   | Bellator 192: Rampage vs. Sonnen 【Bellator世界ウェルター級タイトルマッチ】                                      | 2018年1月20日  |
| ○    | ロレンズ・ラーキン             | 5分5R終了 判定3-0                   | Bellator NYC: Sonnen vs. Silva 【Bellator世界ウェルター級タイトルマッチ】                                        | 2017年6月24日  |
| ○    | アンドレイ・コレシュコフ       | 3R 1:21 KO（左フック→パウンド）     | Bellator 164: Koreshkov vs. Lima 2 【Bellator世界ウェルター級タイトルマッチ】                                    | 2016年11月10日 |
| ○    | ポール・デイリー               | 5分3R終了 判定3-0                   | Bellator 158: London                                                                                             | 2016年7月16日  |
| ×    | アンドレイ・コレシュコフ       | 5分5R終了 判定0-3                   | Bellator 140: Lima vs. Koreshkov 【Bellator世界ウェルター級タイトルマッチ】                                      | 2015年7月17日  |
| ○    | リック・ホーン                 | 2R 3:19 TKO（コーナーストップ）     | Bellator 117 【Bellator世界ウェルター級王座決定戦】                                                              | 2014年4月18日  |
| ○    | ベン・ソーンダース             | 2R 4:33 KO（右ハイキック）          | Bellator 100 【ウェルター級トーナメント決勝】                                                                    | 2013年9月20日  |
| ○    | ブライアン・ベイカー           | 1R 2:34 KO（右ストレート）          | Bellator 90 【ウェルター級トーナメント準決勝】                                                                   | 2013年2月21日  |
| ○    | ミハイル・サレフ               | 2R 1:44 TKO（ローキック）           | Bellator 86 【ウェルター級トーナメント1回戦】                                                                    | 2013年1月24日  |
| ○    | ジェイコブ・オーティズ         | 3R 4:50 TKO（膝蹴り）               | Bellator 79 | 2012年11月2日  |
| ×    | ベン・アスクレン               | 5分5R終了 判定0-3                   | Bellator 64 【Bellator世界ウェルター級タイトルマッチ】                                                           | 2012年4月6日   |
| ○    | ベン・ソーンダース             | 2R 1:21 KO（右ストレート→パウンド） | Bellator 57 【ウェルター級トーナメント決勝】                                                                     | 2011年11月12日 |
| ○    | クリス・ロザーノ               | 2R 3:14 KO（右ストレート）          | Bellator 53 【ウェルター級トーナメント準決勝】                                                                   | 2011年10月8日  |
| ○    | スティーブ・カール             | 5分3R終了 判定3-0                   | Bellator 49 【ウェルター級トーナメント1回戦】                                                                    | 2011年9月10日  |
| ○    | テリー・マーティン             | 1R 1:14 TKO（パンチ連打）           | MFC 29: Conquer 【MFCウェルター級タイトルマッチ】                                                                | 2011年4月8日   |
| ○    | ジェシー・フアレス             | 3R 2:37 腕ひしぎ三角固め            | MFC 27: Breaking Point 【MFCウェルター級王座決定戦】                                                             | 2010年11月12日 |
| ○    | ライアン・フォード             | 2R 0:48 腕ひしぎ十字固め            | MFC 26: Retribution                                                                                              | 2010年9月10日  |
| ○    | コルテス・コールマン           | 5分3R終了 判定2-1                   | SportFight X 1: Beatdown 【ミドル級グランプリ決勝】                                                              | 2010年3月26日  |
| ○    | クリント・ヘスター             | 5分3R終了 判定3-0                   | Sin City Fight Club: Redline Grand Prix Round 2 【ミドル級グランプリ準決勝】                                     | 2009年11月13日 |
| ○    | エディ・エルナンデス           | 1R 2:34 三角絞め                    | Sin City Fight Club: Redline Grand Prix Opening Round 【ミドル級グランプリ1回戦】                                | 2010年9月10日  |
| ×    | エリック・ダールバーグ         | 5分3R終了 判定0-3                   | Best of the Best                                                                                                 | 2009年6月12日  |
| ×    | チャールズ・ブランチャード     | 5分3R終了 判定0-3                   | KOTC: Invincible                                                                                                 | 2009年3月27日  |
| ○    | ジョセフ・バイズ               | 1R 2:30 TKO                         | Southern Kentucky: Combat League                                                                                 | 2008年8月23日  |
| ×    | ブレント・ウィードマン         | 2R 4:39 腕ひしぎ十字固め            | AFL: Bulletproof 【AFLウェルター級王座決定戦】                                                                   | 2008年5月30日  |
| ○    | コーディ・センセニー           | 1R 2:45 TKO（パンチ連打）           | AFL: Erupption                                                                                                   | 2008年3月7日   |
| ○    | エリック・ダビラ               | 2R 3:52 腕ひしぎ十字固め            | Ring of Fire 31: Undisputed                                                                                      | 2007年12月1日  |
| ○    | ダニエル・ダグラス             | 1R 0:28 リアネイキドチョーク        | RMBB & PCF 1: HellRazor                                                                                          | 2007年10月26日 |
| ○    | カイル・ベイカー               | 1R 4:45 腕ひしぎ三角固め            | Reign in the Cage                                                                                                | 2007年8月11日  |
| ○    | エド・ヌーノ                   | 1R 0:28 ギブアップ（負傷）          | XFS 6: Bad Blood                                                                                                 | 2007年7月14日  |
| ○    | ジョシュア・ハンコック         | 1R TKO                              | Evolution: Mayhem in Albany                                                                                      | 2007年3月10日  |
| ×    | マット・ブラウン               | 2R 2:50 TKO（パンチ連打）           | ISCF: Invasion 【ISCF東海岸ウェルター級王座決定戦】                                                              | 2007年2月9日   |
| ○    | レイ・ペラレス                 | 1R 3:07 ギブアップ（パンチ連打）    | Xtreme Fight Series 3                                                                                            | 2006年12月15日 |
| ○    | ジョン・ネルレルモエ           | 1R 1:07 三角絞め                    | ISCF: Southside Slugfest                                                                                         | 2010年9月10日  |
| ○    | ネイサン・オスターカンプ       | 1R 1:57 リアネイキドチョーク        | CFC: Border Warz                                                                                                 | 2006年10月14日 |
| ○    | スティーブ・リントン           | 1R ギブアップ                       | ISCF: Fever Fight Night                                                                                          | 2006年9月22日  |
| ○    | カルロス・フリオ・モレスティナ | 1R 1:08 KO（パンチ連打）            | Wild Bill's Fight Night 3                                                                                        | 2006年7月14日  |

### アマチュア総合格闘技
| 勝敗 | 対戦相手                   | 試合結果                     | 大会名             | 開催年月日    |
| ○    | アルバート・ステインベック | 1R 3:03 リアネイキドチョーク | ISCF: Knuckle Up 4 | 2006年4月28日 |

## 獲得タイトル
- Redlineミドル級グランプリ 優勝（2010年）
- 第2代MFCウェルター級王座（2010年）
- Bellatorシーズン5 ウェルター級トーナメント 優勝（2011年）
- Bellatorシーズン8 ウェルター級トーナメント 優勝（2013年）
- 第3代Bellator世界ウェルター級王座（2014年）
- 第5代Bellator世界ウェルター級王座（2016年）
- 第7代Bellator世界ウェルター級王座（2019年）